# Visualisation de données

Carte figurative des pertes successives en hommes de l'armée française dans la campagne de Russie 1812-1813, par Charles Minard, 1869.

La visualisation de données (ou dataviz ou représentation graphique de données ou visualisation des données) est un ensemble de méthodes permettant de résumer de manière graphique des données statistiques qualitatives et surtout quantitatives afin de mettre en évidence des liens entre des données et remplacer de longues explications.
La visualisation de données naît au XVIIIe siècle, avec  Charles-René de Fourcroy et William Playfair et se développe au XIXe siècle avec l'invention des cartes de données[Quoi ?] dans les années 1820 et 1830 par Charles Dupin ou André-Michel Guerry, et avec les  travaux de Florence Nightingale, puis dans la seconde moitié du XIXe siècle avec les travaux de Charles Joseph Minard (1781-1870),,, de Francis Amasa Walker ou encore d’ Émile Cheysson. Enfin, elle prend un nouvel essor à partir de la seconde moitié du XXe siècle sous l'impulsion de John Tukey qui met en avant son rôle  en statistique, puis d'Edward Tufte; enfin elle s'épanouit avec le développement du numérique.
La visualisation de données est utilisée dans la statistique publique, dans les sciences et dans le journalisme, entre autres. C’est une branche de la science des données.

## Histoire

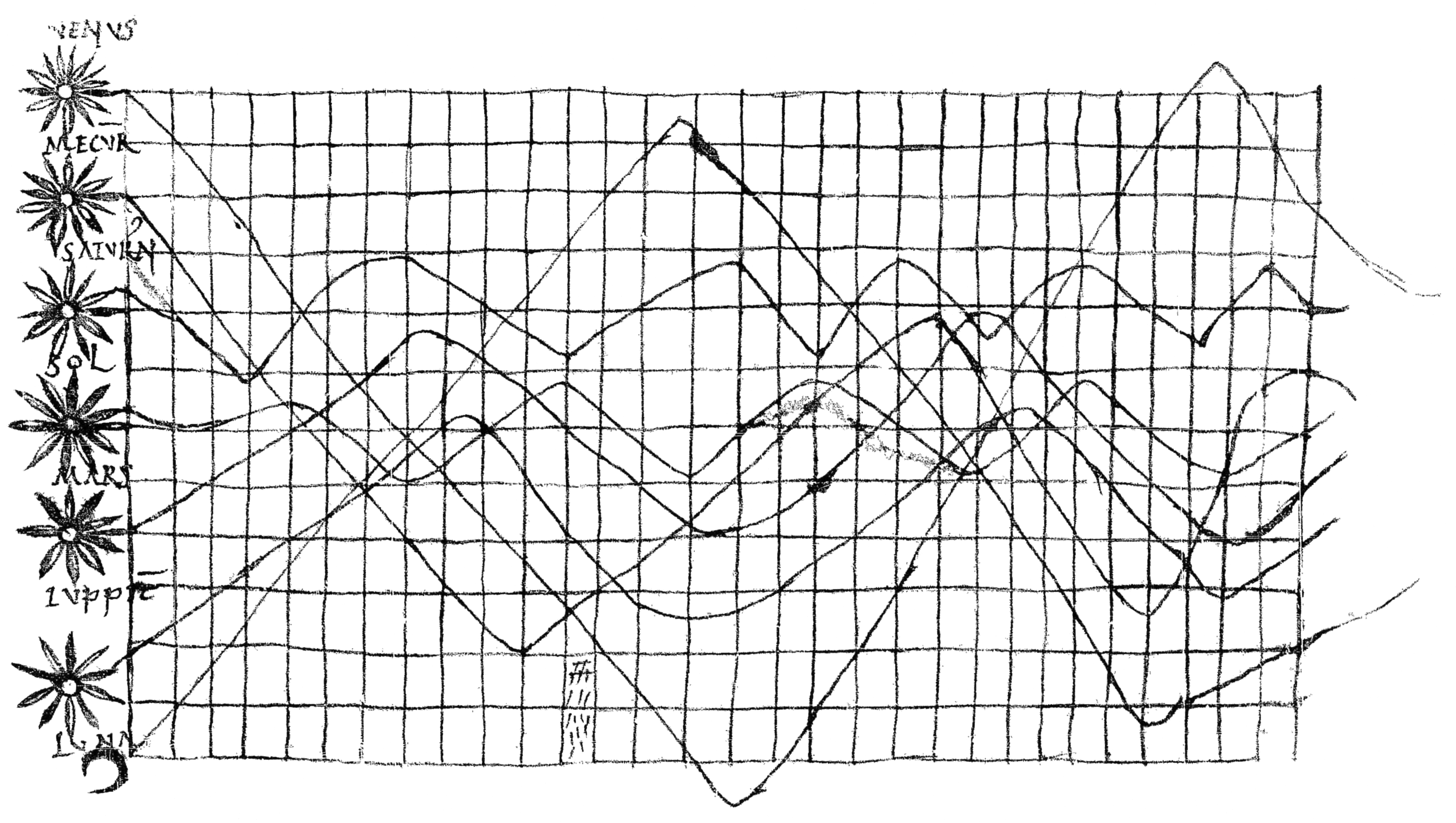
Description du mouvement des planètes au cours du temps, publié dans un manuscrit du X de Macrobe dans son Commentaire au Songe de Scipion. Il s'agit d'un des premiers graphiques de série temporelle de l'histoire.

La visualisation des données remonte à la mise en liste et la mise en tableau, dont on trouve trace dès l'apparition de l'écriture (cf. Jack Goody, La raison graphique, 1979).
La création d'objets graphiques complexes apparait plus tardivement. Les premiers sont des cartes géographiques ou astronomiques, dont on pense que la première remonte au VIIe millénaire avant notre ère.
On trouve des frises chronologiques chez les premiers astronomes, au Xe siècle dans le Commentaire au songe de Scipion de Macrobe, par exemple.

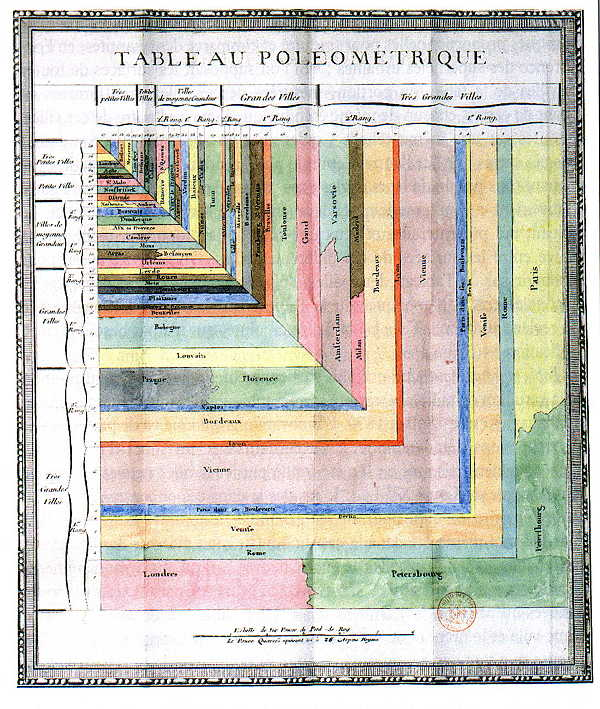
Tableau poléométrique (1782) de Charles-René de Fourcroy

Puis, au XVIIIe siècle, des auteurs comme Charles-René de Fourcroy proposent des illustrations abstraites tel le « Tableau poléométrique » (1782) qui permet la comparaison instantanée de la taille de villes européennes, ou August Friedrich Wilhelm Crome avec sa « Verhaeltniss Karte von den deutschen Bundesstaaten » (1785) qui permet la comparaison de la taille des pays. En 1786, William Playfair (1759-1823) publie un ouvrage intitulé The Commercial and Political Atlas qui fait date. Il y propose une série de graphiques de séries temporelles représentant l'évolution de données économiques concernant l'Angleterre et notamment l'évolution de sa balance commerciale au cours du XVIIIe siècle, ainsi que le premier diagramme en bâtons de l'histoire,,. C'est aussi à William Playfair que l'on doit le premier graphique circulaire connu. Publié en 1801 dans The Statistical Breviary, le graphique représente la superficie, le montant des revenus et le montant des taxes de chaque pays.
En 1819 l'historien Jean Picot publie à Genève un volume intitulé Statistique de la Suisse ou État de ce pays et des vingt-deux cantons dont il se compose […]. Il contient sur un feuillet dépliant deux graphiques d'après les données de Johannes Fehr : « Étendue ou surface comparative des vingt-deux Cantons de la Suisse représentée par la longueur des lignes tracées à côté du nom de chaque canton » et « Population comparative des vingt-deux Cantons de la Suisse représentée par la longueur des lignes tracées à côté du nom de chaque canton ».

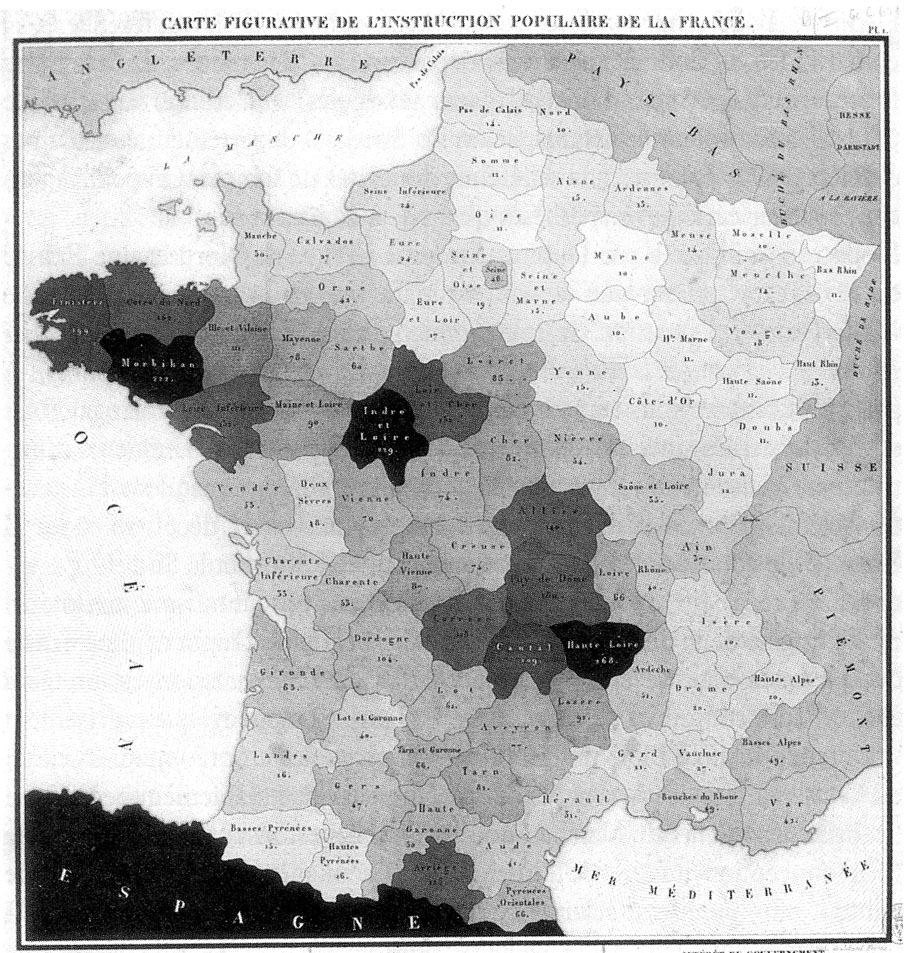
Carte figurative de l'instruction populaire de la France, par Charles Dupin, 1826. Il s'agit de la première carte choroplèthe de l'histoire.

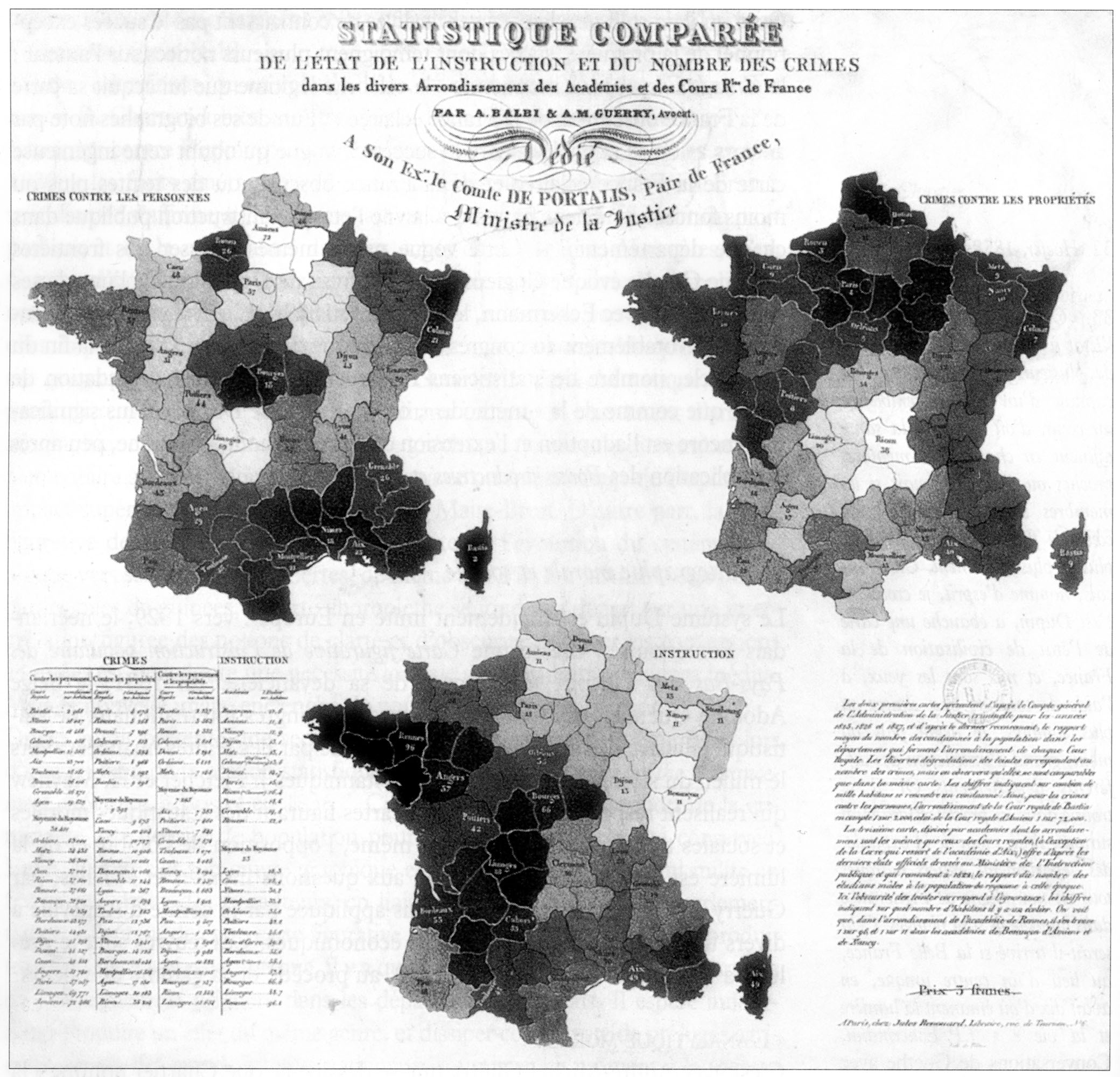
Adriano Balbi et André-Michel Guerry reprennent la carte choroplèthe de Charles Dupin pour faire des cartes choroplèthes comparées de l'instruction et du nombre de crimes.

La carte représentant le nombre de morts dû au choléra à Londres en 1854. Elle a été publiée par John Snow dans son ouvrage On the Mode of Communication of Cholera (1855).

Carte Philosophique figurant la Population de la France (1830), par Armand Joseph Frère de Montizon. Il s'agit de la première « carte par points ».

Dans les années 1820, on commence à représenter des données statistiques sur une carte. En 1826, Charles Dupin dessine une carte choroplèthe de l'instruction populaire en France, en coloriant les départements français en fonction de l'intensité de la variable représentée. Cette représentation visuelle rencontre un rapide succès et est aussitôt reprise par André-Michel Guerry et Adriano Balbi qui dessinent des cartes choroplèthes de l'instruction, du nombre de crimes contre les propriétés et du nombre de crimes contre les personnes puis par Guerry dans son Essai sur la statistique morale de la France publié en 1833. Peu de temps après, Armand Joseph Frère de Montizon propose la première « cartes par points » (dot map), avec une représentation de la population française par département intitulée Carte philosophique figurant la Population de la France. En 1855, le médecin britannique John Snow établit une carte de points du choléra à Londres sur laquelle il représente la localisation des morts et la localisation des points d'eau dans la ville de Londres mettant ainsi en évidence le fait que l'épidémie se propage par l'eau. En 1861, Charles Joseph Minard propose de représenter des données sur une carte à l'aide de diagrammes circulaires dont l'aire est proportionnelle à la quantité représentée (Exemple de la Carte figurative et approximative des quantités de viandes de boucherie envoyées sur pied par les départements et consommateurs).

Diagramme des causes de mortalité au sein de l'armée en Orient par Florence Nightingale.

En 1857, Florence Nightingale publie son Diagramme des causes de mortalité au sein de l'armée en Orient. Le graphique montre que les soldats anglais engagés dans la guerre de Crimée meurent moins au combat face à l'ennemi qu'ils ne sont victimes des conditions sanitaires déplorables dans lesquelles ils vivent.
En 1889 Charles Booth combine approche ethnographique à grande échelle et visualisation sous forme cartographique, pour rendre compte des conditions de vie à Londres. Cette étude sociologique, une des plus importantes du genre, a mobilisé une équipe d'enquêteurs rémunérés par Booth afin de collecter des données au niveau de chaque parcelle cadastrale. La visualisation proposée par Booth détaille, par des couleurs, 7 "classes". La visualisation permet d'identifier des clusters, notamment pour la classe la plus basse que Booth dénomme « classe inférieure. Vicieux, semi-criminel ».
Au cours de la seconde moitié du XIXe siècle, on découvre plusieurs innovations importantes, comme les premières visualisations en trois dimensions de l'Italien Luigi Perozzo ou de l'Allemand Gustav Zeuner.

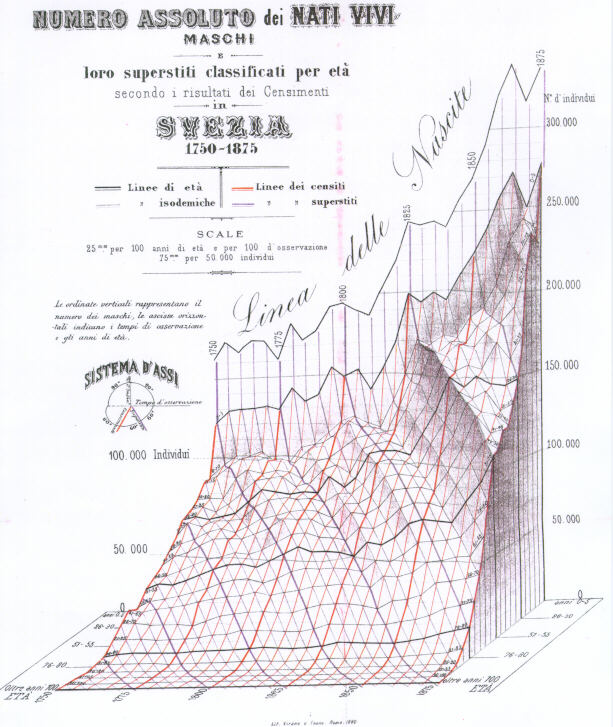
Stéréogramme : représentation en trois dimensions de la pyramide des âges à partir des données du recensement suédois (1750-1875) publiée par Luigi Perozzo en 1880

Au Royaume-Uni, c'est Francis Galton qui fait une importante contribution à la visualisation de données en proposant des représentations graphiques de la corrélation entre deux variables (nuage de points) mais aussi des cartes météorologiques.
Au cours du premier XXe siècle, les statisticiens prêtent une moindre attention à la visualisation de données.
Dans les années 1960, John Tukey donne ses lettres de noblesse à la visualisation de données en statistiques, notamment avec son ouvrage Exploratory Data Analysis (1977).
En 2005, Leland Wilkinson publie The Grammar of Graphics, un des ouvrages théoriques les plus importants sur la conception des graphiques statistiques. Wilkinson définit un graphique statistique comme une correspondance entre des données et des attributs esthétiques (couleur, forme, taille, etc) d'objets géométriques (points, lignes, barres, etc.).
Depuis les années 2010, des outils interactifs basés sur l'intelligence artificielle sont disponibles (ex : LiveGap, MyMap.AI ou Canva), aidant à choisir, construire et personnaliser (couleurs, forme, étiquettes, langue...) des types de graphiques appropriés au besoin de l'utilisateur. Certains sont gratuits.

## Structure d'une visualisation
Une visualisation est composée d'un élément visuel, d'une échelle, d'un système de coordonnées et d'un contexte.
Dans un nuage de points, on utilise la position des points dans l'espace comme élément visuel représentant les données. Dans un diagramme en bâtons, c'est la longueur des barres qui est l'élément visuel correspondant aux données.
Le système de coordonnées peut être cartésien, polaire ou géographique.
L'échelle peut être linéaire ou logarithmique lorsqu'il s'agit d'une variable quantitative, catégorique lorsqu'il s'agit d'une variable catégorique ou temporelle lorsqu'il s'agit du temps.

## Typologie en fonction des formes représentées

### Diagramme en bâtons
Ce type de diagramme est aussi appelé diagramme à barres.
Pour un diagramme en bâtons vertical, on représente pour chaque modalité d'une variable discrète un rectangle dont la hauteur représente la valeur d'une variable continue[Information douteuse] et dont la largeur n'a pas d'interprétation statistique.
Pour des raisons techniques, il est temporairement impossible d'afficher le graphique qui aurait dû être présenté ici.

Pour un diagramme en bâtons horizontal, c'est la largeur du rectangle qui représente la valeur de la variable continue et la hauteur de ce rectangle qui n'a pas d'interprétation statistique.
Il est aussi courant de rencontrer des diagrammes en bâtons empilés (en anglais : stacked bar chart).
Pour des raisons techniques, il est temporairement impossible d'afficher le graphique qui aurait dû être présenté ici.

Exemples de diagrammes en bâton
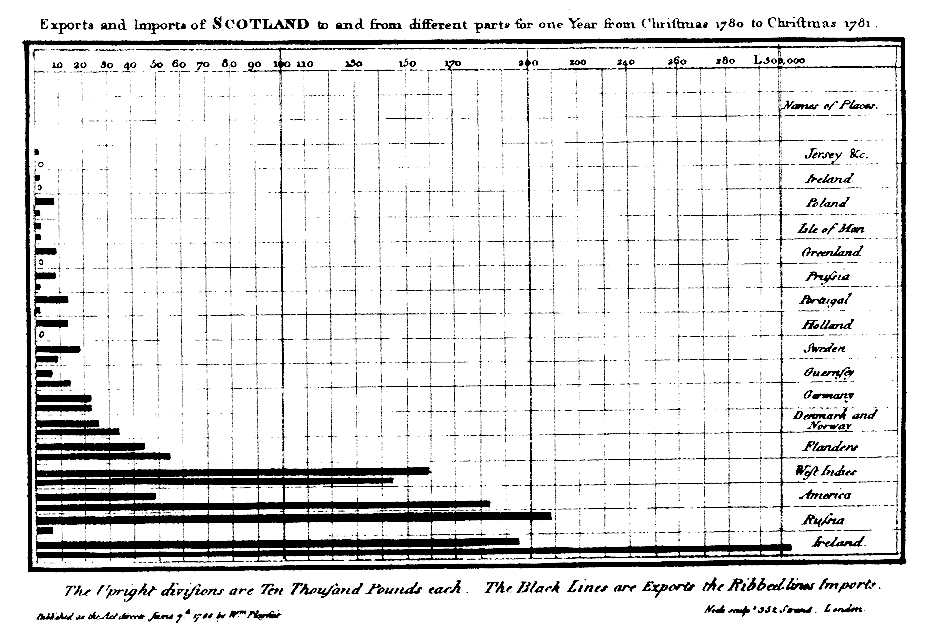
Les imports et les exports de l'Écosse entre noël 1780 et noël 1781. C'est le premier diagramme en bâtons de l'histoire. Il a été publié par William Playfair dans son ouvrage The Commercial and Political Atlas (1786).
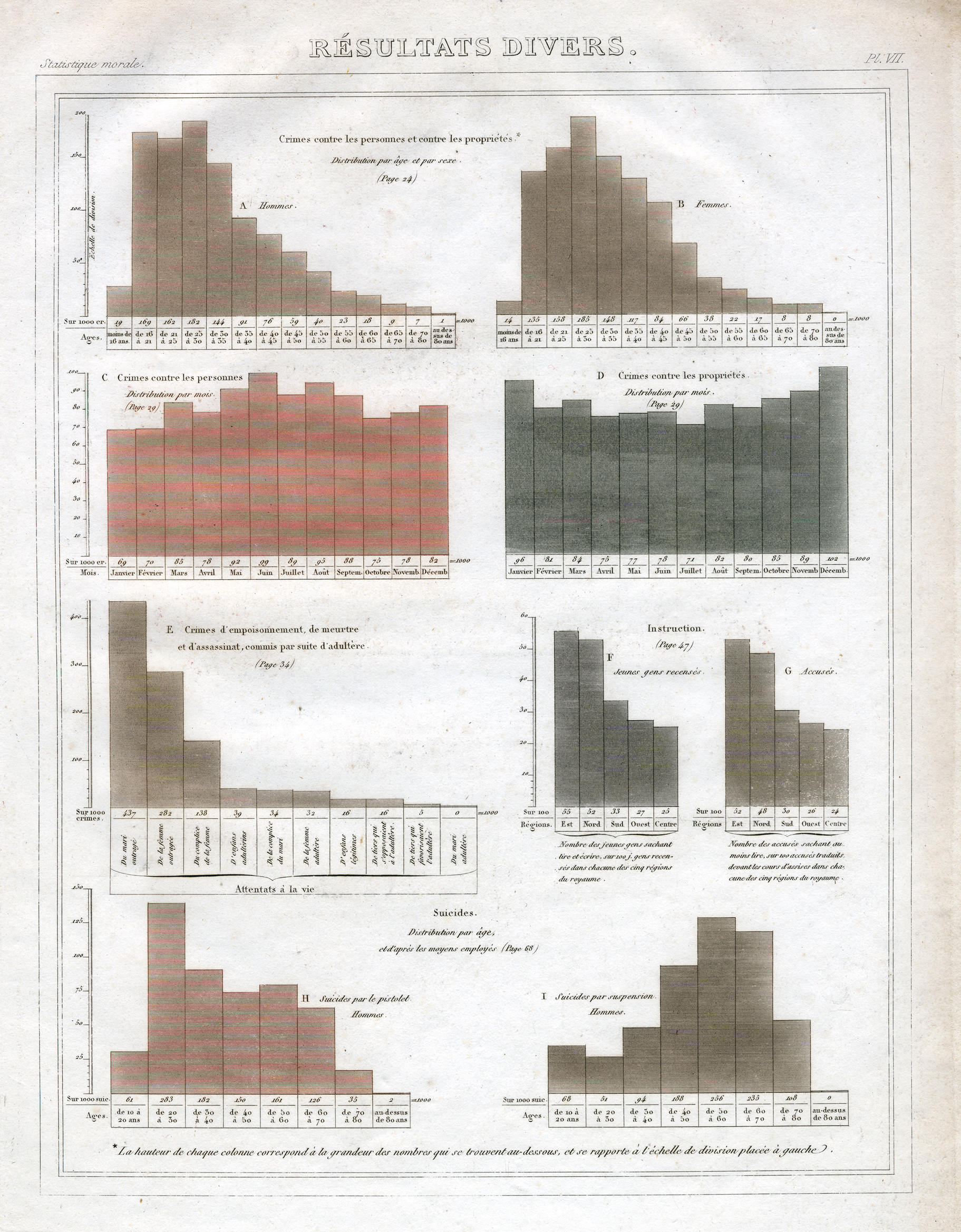
Diagrammes en bâtons dans l'Essai sur la statistique morale de la France d'André-Michel Guerry, Planche VII, 1833

### Diagramme branche-et-feuille
Le diagramme branche-et-feuille livre une représentation semi-graphique des données quantitatives, semblable à un histogramme.

### Diagramme circulaire
Le diagramme circulaire peut être un graphique à secteurs — dit camembert — ou un graphique en anneau (donut chart en anglais).
Pour des raisons techniques, il est temporairement impossible d'afficher le graphique qui aurait dû être présenté ici.

Graphique en secteurs,
dit camembert
Le diagramme circulaire ou camembert permet de représenter des proportions. C'est l'angle de chaque secteur qui représente la part de chaque catégorie dans un tout.
Pour des raisons techniques, il est temporairement impossible d'afficher le graphique qui aurait dû être présenté ici.

Graphique en anneaux concentriques
Le graphique en anneau(x) (donut chart en anglais) est un camembert troué au milieu. Il permet de représenter plusieurs séries de données en anneaux concentriques, une série par anneau.
Lorsque le graphique ne compte qu'un seul anneau, la longueur de l'arc de cercle correspondant à chaque catégorie est proportionnelle à l'angle et représente encore la part de chaque catégorie dans le tout représenté.

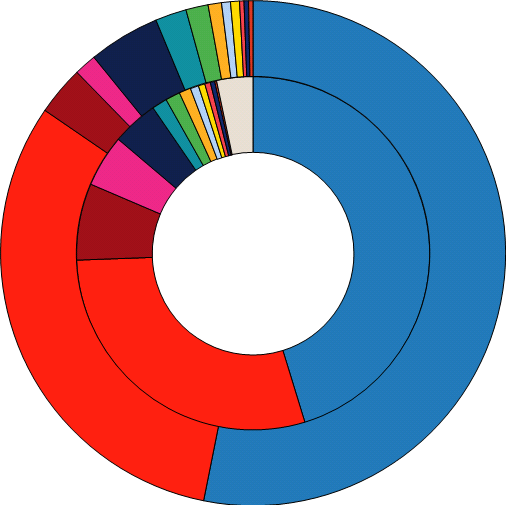
Graphique à deux anneaux

« Le graphique en anneau est une bonne représentation des données du tableau. Comme pour le graphique en secteurs, il nécessite la transformation préalable des données en proportions. On peut toutefois faire figurer sur les segments de l'anneau les valeurs en milliers. Ceci étant, s'il n'y a qu'un seul anneau, autant choisir un graphique en secteurs. »

— Centre national de documentation pédagogique

Exemple de diagramme circulaire
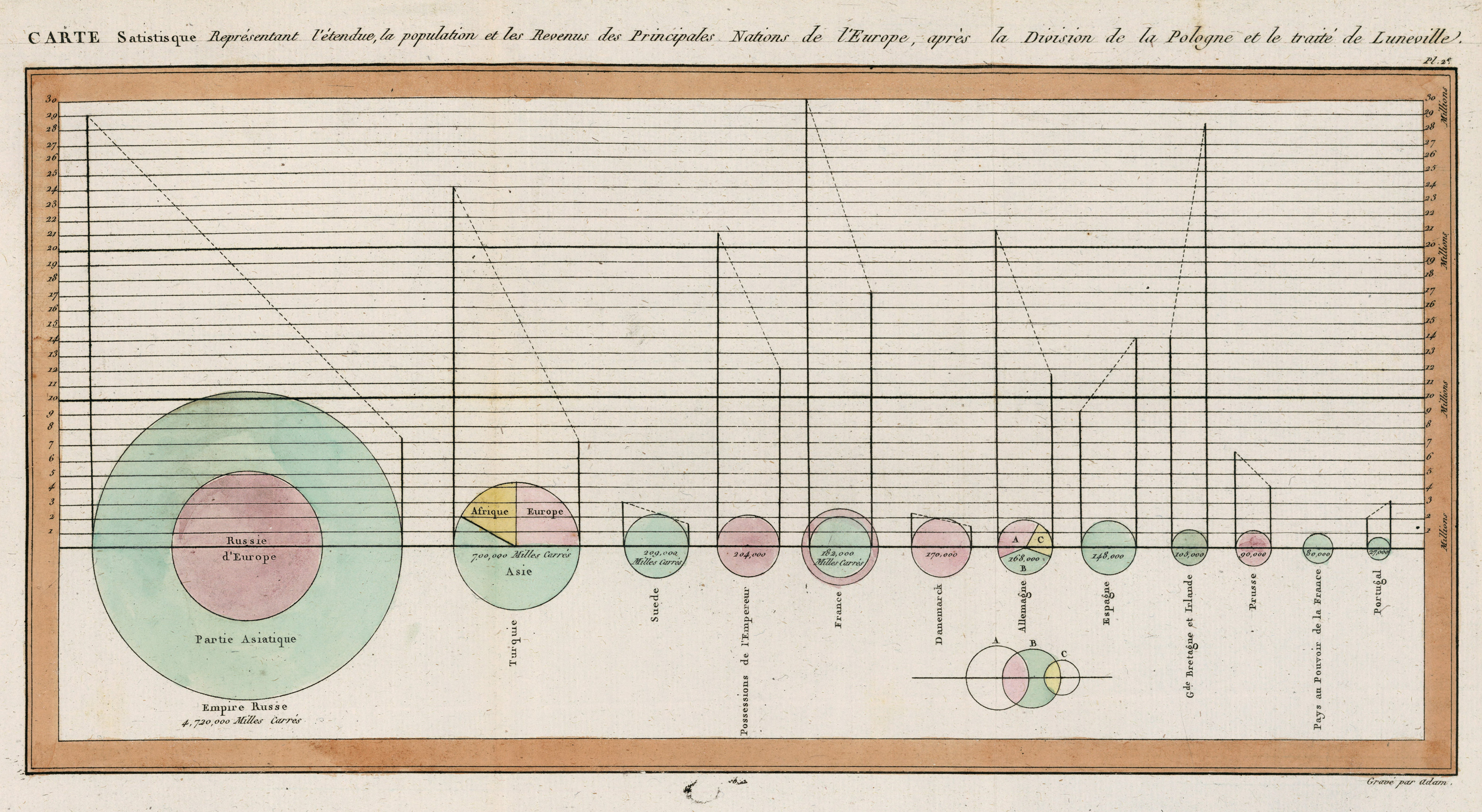
Diagrammes circulaires publiés par William Playfair dans The Statistical Breviary (1801). Les cercles représentent la superficie de chaque pays. Les lignes à gauche de chaque cercle représentent la population (en millions d'habitants) et les lignes à droite représentent le total des taxes collectées (en millions de livres sterling). La ligne pointillée met en relation la ligne des revenus et la ligne des taxes. Sa pente n'a pas d'interprétation mais le signe de la pente en a une. Le graphique montre qu'en Grande-Bretagne, le total des taxes comparé à la population est plus élevé que dans les autres pays[30].

### Nuage de points

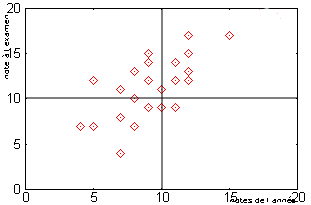
Exemple de nuage de points

Le nuage de points est couramment utilisé pour représenter la relation entre deux variables. Dans un nuage de points, ce sont les coordonnées de chaque point sur l'axe des abscisses et l'axe des ordonnées qui représentent les valeurs de chacune des variables. Il permet de mettre en évidence une corrélation entre deux variables.

### Ligne
Une ligne ou line plot est un nuage de points dans lequel les points ont été reliés entre eux (avec une interpolation qui peut être linéaire, cubique...).

### Diagramme à bulles
On peut aussi représenter graphiquement des données quantitatives grâce à des bulles dans lequel la surface des bulles est proportionnelle à la grandeur représentée.

### Carte thermique (heatmap)

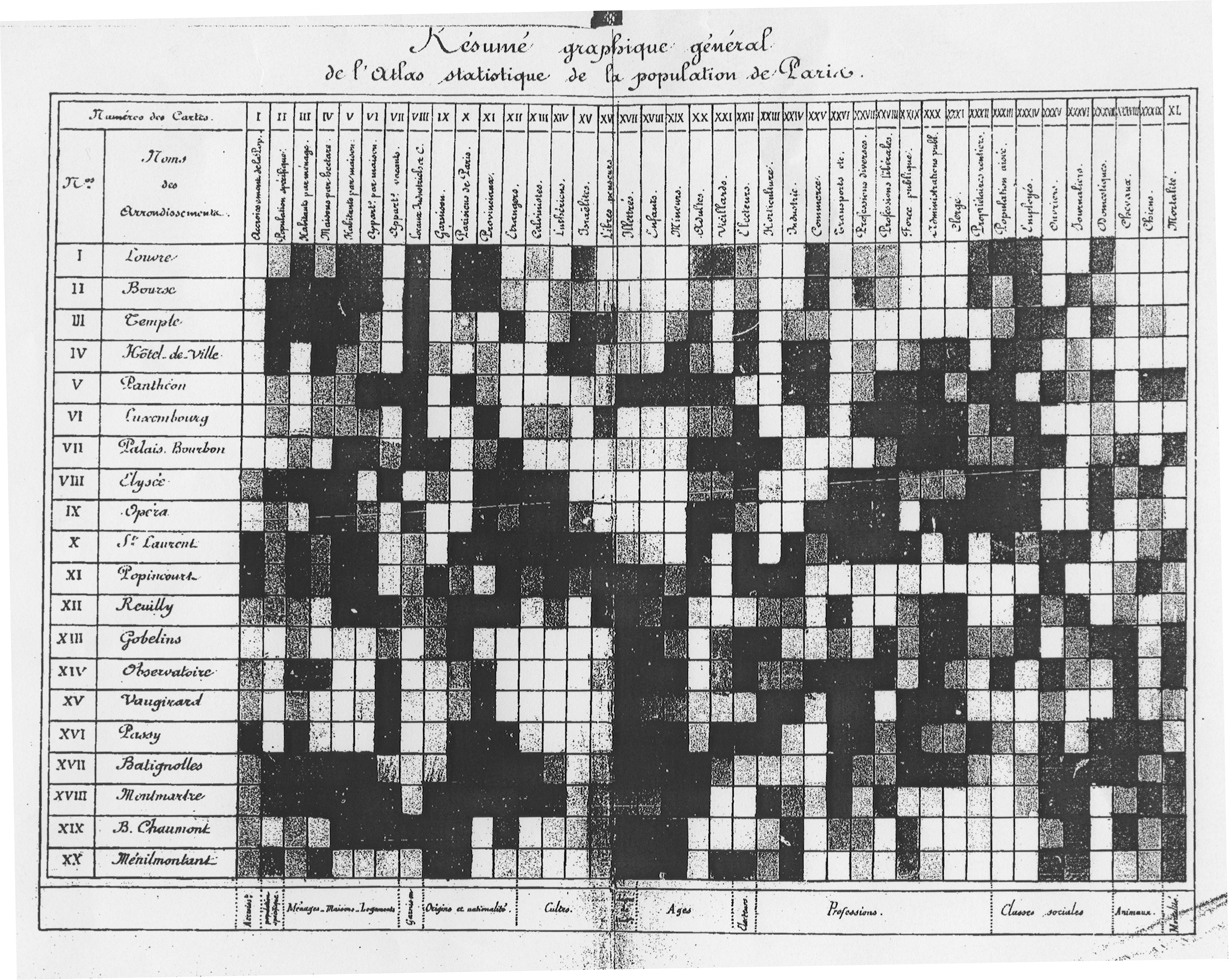
Premier exemple d'une heatmap

Une carte thermique (heatmap, carte de chaleur) est une matrice dont les cellules sont colorées en fonction de la valeur de la variable représentée.

### Boîte à moustaches

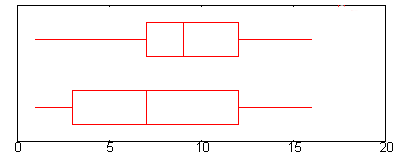
Exemple de diagramme en boîte à moustaches

Le diagramme en boîte à moustaches résume seulement quelques caractéristiques de position du caractère étudié (médiane, quartiles, min/max ou déciles). Il est utilisé principalement pour comparer un même caractère dans deux populations de tailles différentes.
Il s'agit de tracer un rectangle allant du premier quartile au troisième quartile et coupé par la médiane. On ajoute parfois des segments aux extrémités menant jusqu'aux valeurs min/max ou jusqu'au premier et neuvième décile. On parle alors de diagramme en boîte à moustaches ou à pattes.

### Mini-graphes (sparklines)
Les mini-graphes, mini-courbes et mini-indicateurs sont des graphiques de petite taille (environ une ligne de hauteur), qui peuvent être insérés dans une ligne de texte. Ils sont popularisés par Edward Tufte, qui les définit comme des « graphiques intenses en données, de design simple, et ayant la taille d’un mot ». Alors que le graphique typique est conçu de manière à montrer le plus de données possible et qu'il est placé hors-texte, les mini-graphes sont concis, mémorisables visuellement, et placés à l’endroit le plus approprié. Leur mise à disposition dans les tableurs de suite logicielle connue les a rendu populaires.

## Typologie selon le type de données représentées

### Visualisation de données temporelles

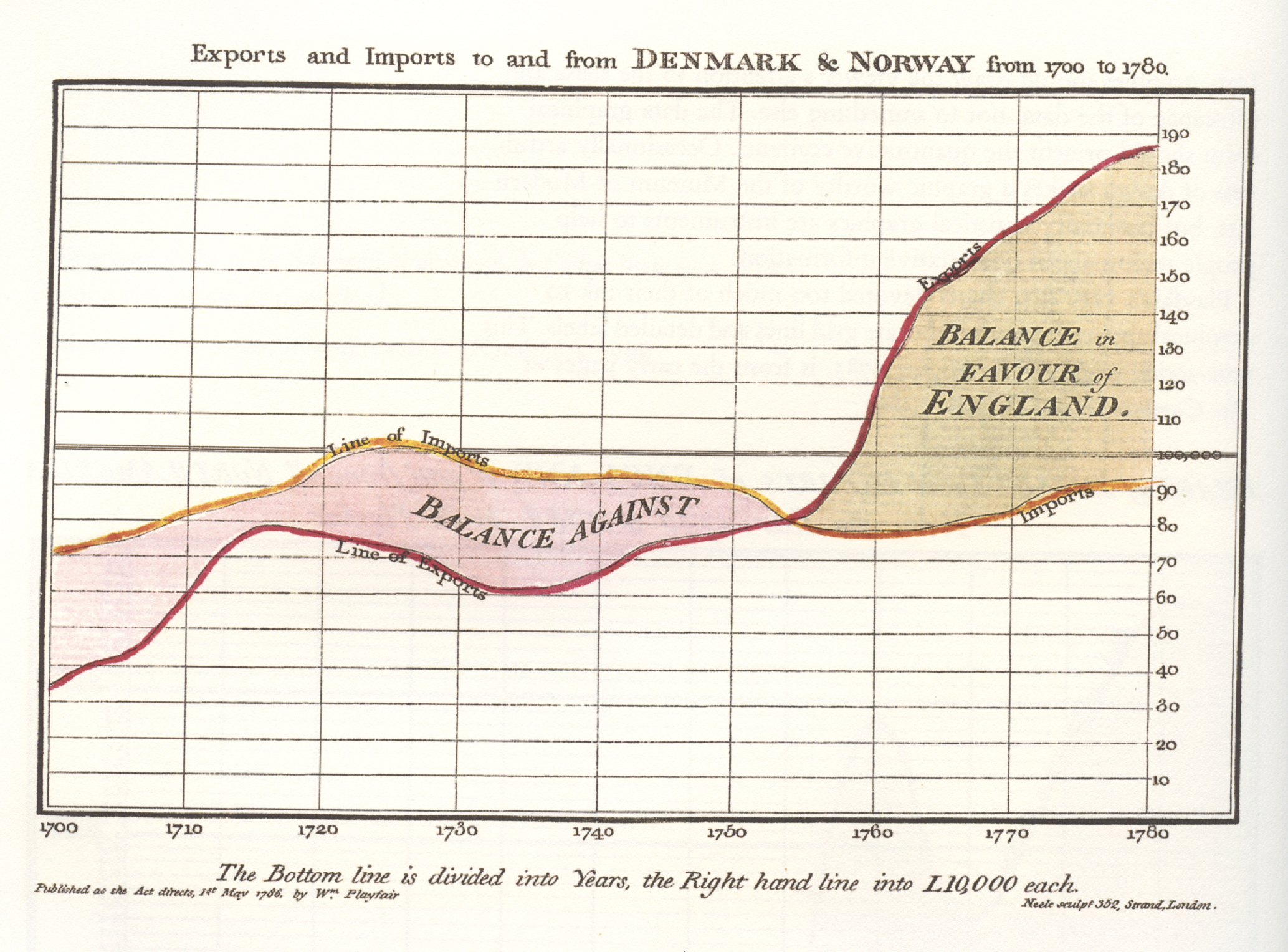
Les imports et exports du Royaume du Danemark et de Norvège de 1700 à 1780. Exemple de graphique de série temporelle publié par William Playfair dans son ouvrage ' (1786).

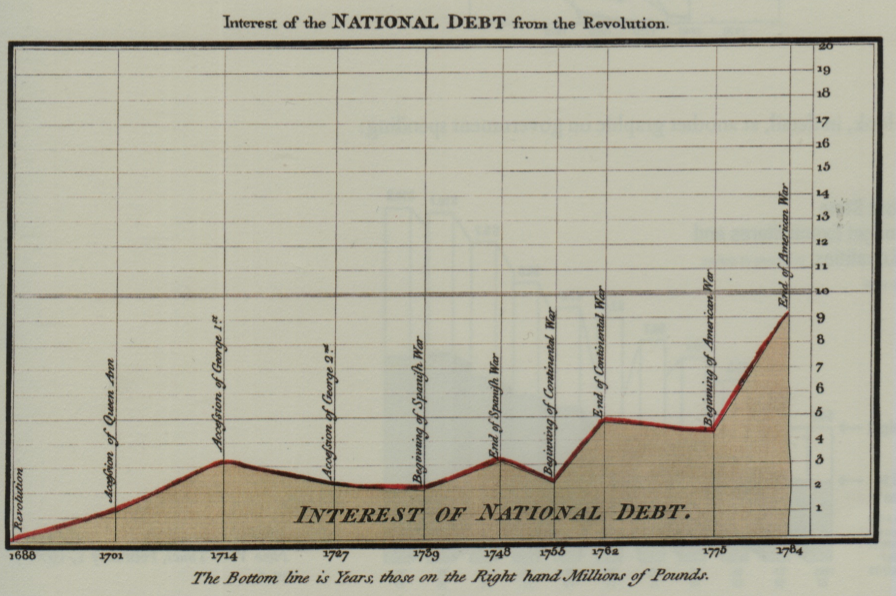
Représentation graphique de l'évolution des intérêts de la dette publique britannique au cours du XVIII. Graphique publié par William Playfair dans The Commercial and Political Atlas.

Le graphique de série temporelle représente l'évolution d'une variable en fonction du temps. C'est la représentation graphique la plus utilisée et son interprétation est généralement très intuitive.
Si la série temporelle est discrète, il est courant d'utiliser un simple diagramme en bâtons pour la représenter. Par exemple, les données annuelles ou mensuelles sont souvent représentées par des diagrammes en bâtons. En revanche, si les données sont continues, il est plus courant de les représenter par une courbe (line plot) ou un graphique d'aire (area chart), comme l'avait fait William Playfair dans son Commercial and Political Atlas (voir ici et ici).

### Visualisation de données géolocalisées

La Carte figurative et approximative des quantités de viandes de boucherie envoyées sur pied par les départements et consommateurs à Paris publiée par Charles Joseph Minard en 1859. Minard utilise des diagrammes circulaires pour représenter des données sur une carte de France.

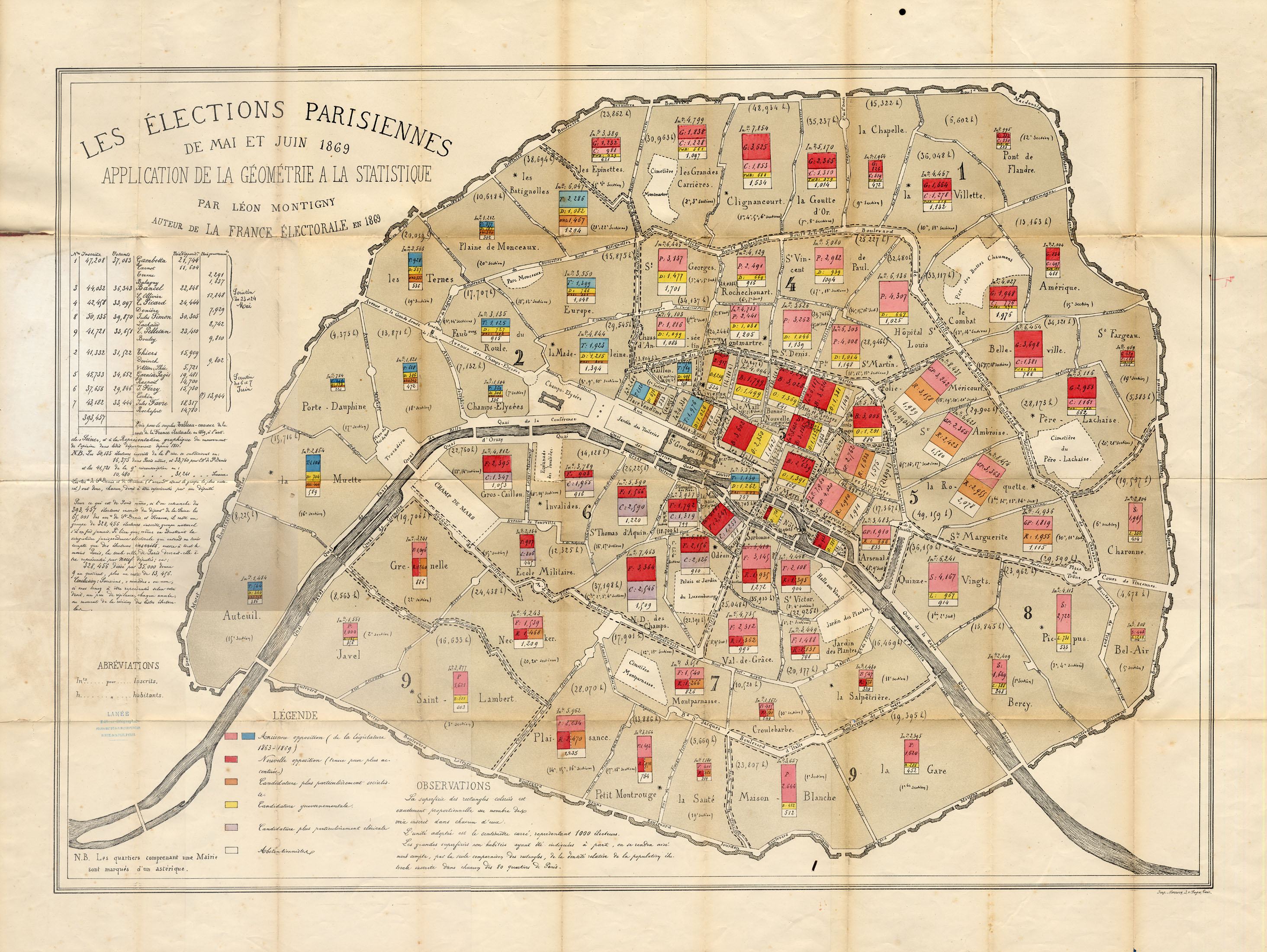
Les Élections parisiennes de mai et juin 1869, application de la géométrie à la statistique, par Léon Montigny.

Une carte statistique permet de représenter la valeur d'une variable statistique dans chacune des unités géographiques d'une entité globale. La carte statistique a l'avantage de pouvoir à la fois révéler une analyse globale tout en permettant à chacun d'aller repérer des détails pour chaque unité géographique. En revanche, elle a le défaut de donner à chaque unité géographique une importance proportionnelle à sa superficie alors que dans de nombreuses situations il serait préférable que l'importance que l'on donne à chaque unité géographique soit relative à une autre variable, comme sa population par exemple,.
Si les cartes géographiques ont été inventées il y a plus de 5 000 ans, les cartes statistiques sont apparues au XVIIe siècle. En 1686, Edmond Halley représente une carte du monde avec des symboles permettant de donner l'origine et surtout l'intensité des vents. Plus tard, au XIXe siècle, John Snow représente une carte de Londres en localisant le nombre de morts dus au choléra lors de l'épidémie de septembre 1854 et les points d'accès à l'eau dans la ville. Sa carte permet de comprendre que le choléra se transmet par l'eau.

### Visualisation de la relation entre plusieurs variables
Pour représenter la relation entre deux variables, il est courant d'utiliser un nuage de points.
Lorsqu'il y a plus de deux variables, il existe de nombreuses solutions. La solution la plus simple consiste à représenter une matrice de nuages de points. On peut aussi utiliser un graphique de bulles dans lequel, comme dans un nuage de points, les coordonnées des bulles représentent les valeurs de deux variables et dans lequel la surface des bulles représente une troisième variable.

### Iconographie des corrélations

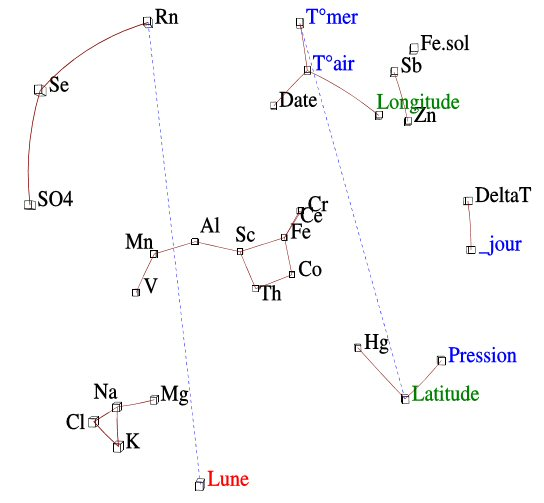
Iconographie des corrélations – Géochimie des aérosols marins

Lorsqu’il a de nombreuses variables, l’iconographie des corrélations remplace la matrice de corrélation par une image unique : les corrélations « remarquables » sont soulignées par un trait plein (corrélation positive) ou pointillé (corrélation négative).
Une forte corrélation n’est pas « remarquable » si elle n’est pas directe, mais causée par l’effet d’une tierce variable. Inversement de faibles corrélations peuvent être « remarquables ». Par exemple, si une variable Y dépend de plusieurs variables indépendantes, les corrélations de Y avec chacune d’entre elles sont faibles et pourtant « remarquables ».

### Visualisation d'une distribution statistique
Dans le cas discret, il est courant d'utiliser un diagramme à barres où la hauteur de chaque rectangle représente les effectifs ou les fréquences associées à chaque modalité.

### Visualisation d'une arborescence
Lorsque les données ont une structure hiérarchique, elles peuvent être représentées sous la forme d'un dendrogramme, d'une treemap ou encore d'un sunburst.

#### Carte à cases (treemap)
La carte à cases est une représentation visuelle inventée par Ben Shneiderman en 1990 pour représenter l'occupation de l'espace sur son disque dur. Dans cette représentation, c'est la surface de chaque rectangle qui représente la part de chaque élément dans le tout. Par la suite, cette représentation a été utilisée pour d'autres usages. Par exemple, Martin Wattenberg l'a utilisée pour représenter une « carte du marché » par secteur d'activité dans laquelle la surface de chaque rectangle est proportionnelle à la capitalisation boursière des entreprises du secteur. Marcos Westamp a conçu une carte à cases de l'information dans laquelle la taille des rectangles est une fonction du nombre d'articles consacrés au sujet dans la presse,. Matthew Bloch, Shan Carter et Amanda Cox, ont utilisé une carte à cases pour visualiser la part de chaque type de bien dans la consommation d'un ménage américain et un code couleur pour visualiser l'inflation,.

### Visualisation de réseaux
Filippo Menczer (Université d'Indiana) est le premier à mettre au jour l'activité d'un bot sur Twitter en 2010 par le biais d'une visualisation de réseaux. L'analyse de réseaux est aujourd'hui utilisé pour visualiser la formation des bulles de filtres.

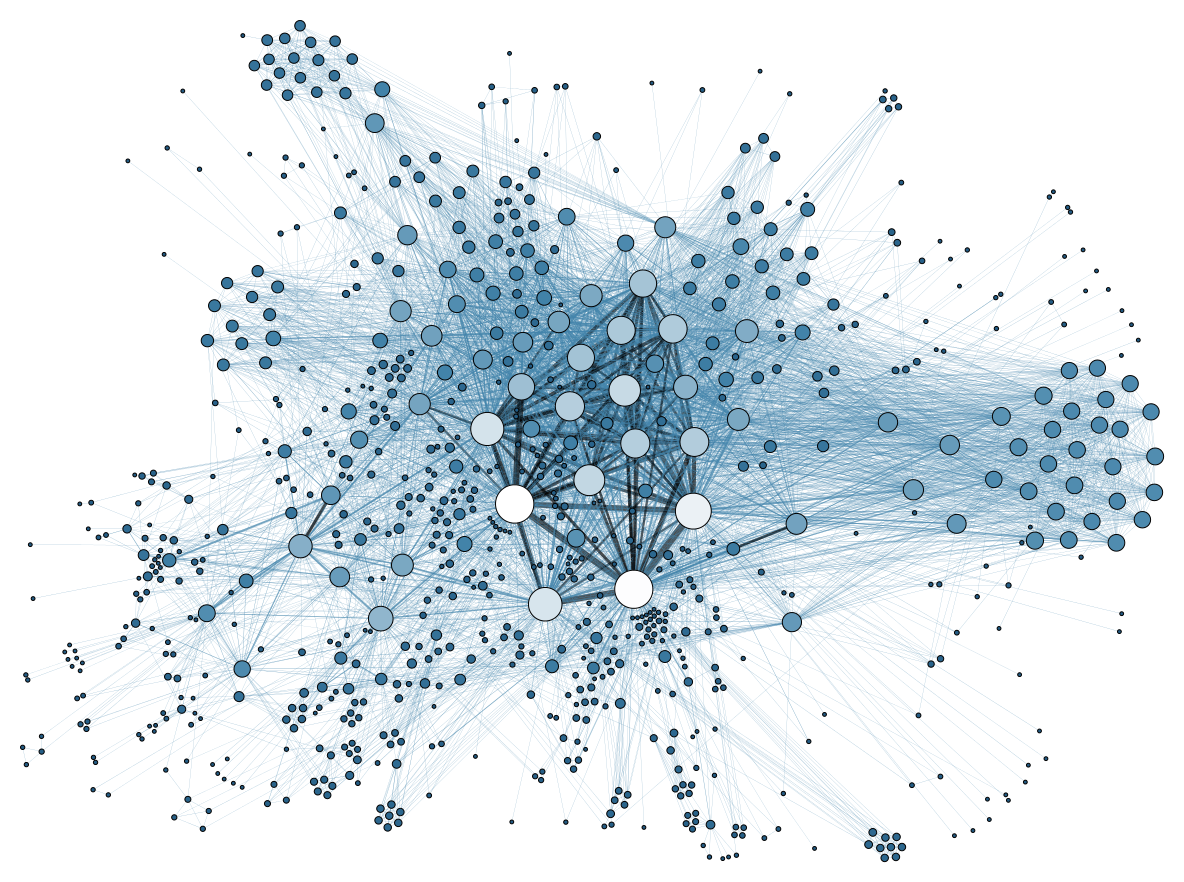
Visualisation de réseau.

### Visualisation de flux
Le diagramme de flux est un type de représentation spécifique pour visualiser des flux.

## Vidéographie
- (en) Geoff McGhee, Journalism in the Age of Data, voir en ligne
- (en) David McCandless, La beauté de la visualisation des données, voir en ligne

## Expositions
- 2018 : 1,2,3 data, Fondation EDF à Paris[51]
- 2020 : Data Visualization and the Modern Imagination, exposition en ligne à la bibliothèque de l'université Stanford[52]